# 徐济成
徐济成（1960年6月17日—），绰号“大徐”，中国山东青岛人，中国体育记者、篮球评论员，曾任新华社体育部记者采访室主任，现任中国篮球协会副主席、CBA公司董事长。

## 简介
徐济成年轻时曾效力于北京军区青年篮球队，1982年参加高考并考入山东大学英语系，在校期间亦为校篮球队主力。1986年进入新华社体育部任记者，以报道篮球新闻见长。1992年，中国中央电视台首次直播NBA全明星赛，徐济成受邀担任央视转播顾问，自此开始其解说生涯；他也是最早将NBA系统介绍给中国大陆公众的记者之一。除记者和篮球评论工作之外，徐济成还曾担任2008年北京奥运会媒体运行部副部长以及2022年北京冬奥会媒体运行部部长等职。
2022年12月，徐济成当选为中国篮球协会副主席。
2023年5月24日，中国篮协主席姚明不再兼任中篮联（北京）体育有限公司（CBA公司）董事长一职，徐济成成为CBA公司新一任董事长。